# Beschilderungsplan
In einem Beschilderungsplan oder auch Verkehrszeichenplan werden Angaben zu vorhandenen oder geplanten Verkehrszeichen in einer Straße gemacht. Er kann Bestandteil einer verkehrsrechtlichen Anordnung sein oder für einen neuen Straßenbauabschnitt, aber auch z. B. im Rahmen einer Straßenbaustelle, erstellt werden.
Die Pläne werden meistens, der Übersicht wegen, im Maßstab 1:250 bzw. 1:500 erstellt. Ausgewiesen sind die Standorte einzelner Verkehrszeichen mit Angaben dazu, um welche Zeichen es sich handelt (z. B. VZ 206 „Stoppschild“ oder VZ 205 „Vorfahrt gewähren“), außerdem Angaben über die Stationierung, Länge und Ausführung von Schutzplanken. Weiterhin wird dort die Fahrbahnmarkierung dargestellt und festgelegt, wann und wo z. B. ein Überholverbot ausgewiesen wird. Die Fahrbahnmarkierungen teilen sich unter anderem auf in durchgezogene Breit-/Schmalstriche, unterbrochene Breit-/Schmalstriche und Vorankündigungspfeile, die ein Überholverbot ankündigen.
Da Markierungen und Beschilderungen einen engen sachlichen Zusammenhang haben, wird meistens ein „Markierungs- und Beschilderungsplan“ angefertigt.
Rechtlich wird dieser Plan durch die verantwortliche Straßenverkehrsbehörde (i. a. nicht identisch mit dem Straßenbaulastträger) formal angeordnet und damit rechtlich bindend. Sollte der Plan fehlerhaft sein, ist die zuständige Behörde ggf. für Unfälle haftbar zu machen. Die ordnungsgemäße Umsetzung des Planes vor Ort wird in einem Abnahmeprotokoll bestätigt.
Beschilderungspläne werden auch im Zusammenhang mit einer verkehrsrechtlichen Anordnung für eine Arbeitsstelle im Straßenraum verwendet. In der Anordnung wird mittels des Beschilderungsplanes festgelegt, wie während der Bauzeit die Beschilderung angeordnet werden soll. Grundlage hierfür bilden in vielen Fällen die so genannten Regelpläne nach den Richtlinien für die Sicherung von Arbeitsstellen an Straßen.

## Normen und Standards
Deutschland
- Richtlinien zur verkehrsrechtlichen Sicherung von Arbeitsstellen an Straßen – Ausgabe 2021 (RSA 21)